# Лесутино (Калузька область)
Лесутино (рос. Лесутино) — присілок в Мосальському районі Калузької області Російської Федерації.
Населення становить 10 осіб. Входить до складу муніципального утворення Присілок Людково.

## Історія
Від 2004 року входить до складу муніципального утворення Присілок Людково.

## Населення
| 2002 | 2010 |
| ---- | ---- |
| 18   | ↘10  |